# Give 'em Hell, Harry!
Give 'em Hell, Harry! é um filme norte-americano de 1975, do gênero comédia dramática, dirigido por Steve Binder  e estrelado por James Whitmore.